# Oberststallmeister

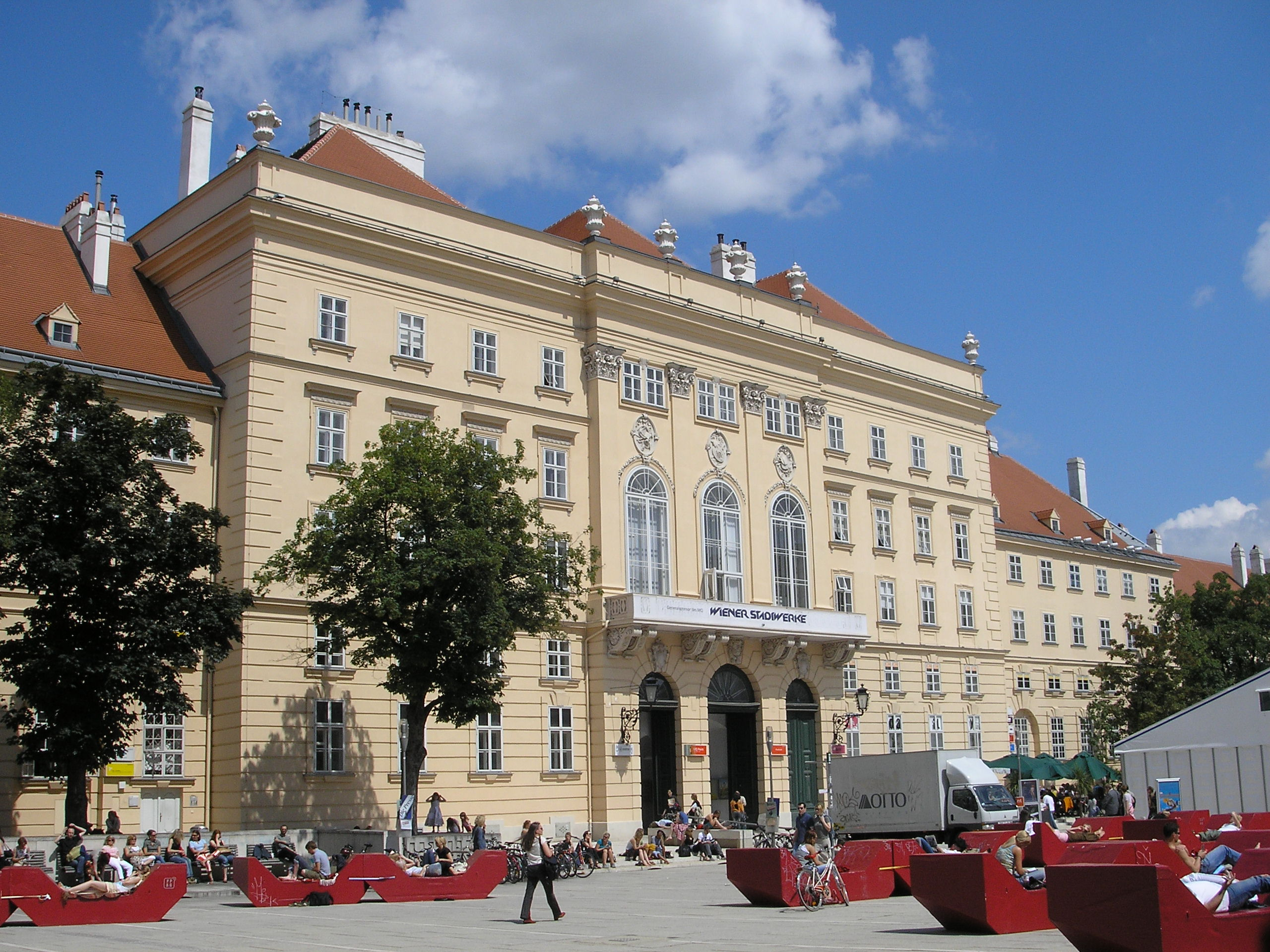
L'edificio della sovrintendenza delle stalle imperiali a Vienna.

L' Oberststallmeister (in italiano: Supremo scudiero) era il responsabile delle stalle imperiali alla corte del Sacro Romano Impero.
Originariamente, la figura del Supremo scudiero imperiale era responsabile dei cavalli, delle selle, dei finimenti, delle carrozze e quindi delle forniture di fieno e dei foraggi, nonché di tutti gli stallieri, dei fabbri, dei veterinari e di tutte le persone che gravitavano attorno alle scuderie imperiali. La carica divenne in seguito perlopiù onorifica.
La carica era prevista anche per le terre ereditarie della corona asburgica.

## GliOberststallmeisternel Sacro Romano Impero
- ?–1548 Pedro Lasso de Castilla
- 1548–1554 Sigmund von Lodron
- 1556–1560 Jaroslav von Pernštejn (14 novembre 1528 – 27 luglio 1560)
- 1562–1566 Breslav II von Pernštejn
- 1562–1567 Volkhard von Auersperg (1530–1591)
- 1567–1576 Rudolf Khuen von Belasi (1533–1581)
- 1577–1582 Claudio Trivulzio, conte di Melzo (1538–1591)
- 1584-1599 Albrecht I von Fürstenberg (1557–1599)
  - 1599–1600 Peter von Mollard, amministratore dell'ufficio
  - 1600–1603 Ulrich Desiderius Proskowsky, amministratore dell'ufficio
  - 1600–1602 Massimiliano di Salm-Neuburg (1563–1602)
- 1603–1606 Bruno von Mansfeld (1576–1644)
  - 1603–1604 Peter von Mollard († 1604), amministratore dell'ufficio
  - 1604 (febbraio-aprile) Jan Kolovrat-Libštenský, amministratore dell'ufficio
- 1606-1609 Adam von Waldenstein
- 1609–1613 Ottaviano Cavriani (c. 1530–1618)
  - 1611– 1612 Maximilian von Salm
- 1613–1619 Massimiliano del Liechtenstein (1578–1643)
  - 1616-1619 Johann Jacob Khiesel zu Gottschee (1565–1638)
- 1619-1620 Rudolph Paar († 1625)
- 1622-1637 Bruno III von Mansfeld (1576-1644)
- 1637–1642 Maximilian von Wallenstein († 19.2.1654 o 18.2.1655 Praga/ 19.2.1655 Vienna)
- 1642–1651 Georg Achác von Losenstein (1579–1653)
- 1651–1655 Annibale Gonzaga (1602–1668)
- 1655–1658 Franz Albrecht von Harrach (1624–1666)
- 1658–1677 Gundakar von Dietrichstein (9.12.1623 – 25.1.1690, Augsburg)
  - 1675–1677 Franz Julius Breuner, amministratore dell'ufficio
- 1677–1699 Ferdinand Bonaventura I von Harrach (14.7.1636 – 15.6.1706 Karlovy Vary)
- 1699–1705 Philipp Sigmund von Dietrichstein (9.3.1651 – 3.7.1716 Vienna) – 1ª volta
- 1705–1708 Leopold Ignaz von Dietrichstein (16.8.1660 Eggenberg – 13.7.1708 Mikulov)
- 1709-1711 Leopold Matthias von Lamberg (1667–1711)
- 1711-1713 Adam Franz von Schwarzenberg (1680–1732)
- 1713-1716 Philipp Sigmund von Dietrichstein (9.3.1651 – 3.7.1716 Vienna) - 2ª volta
- 1716-1722 Michael Johann von Althann (8 ottobre 1679 Jaroslavice – 26 marzo 1722 Vienna)
- 1722-1732 Adam Franz von Schwarzenberg (25.9.1680 Linz – 11.6.1732 Brandýs nad Labem)
- 1732-1738 Gundakar Ludwig von Althann (1665-1747)
- 1738-1742 Franz Anton von Starhemberg (30.7.1691 Vienna – 7.5.1743 Praga)
- 1742-1765 Heinrich Joseph von Auersperg (24.6.1697 Vienna – 9.2.1783 Vienna)
- 1763–1807 Johann Karl von Dietrichstein (27.6.1728 Mikulov o Vienna - 25.5.1808 Vienna)
- 1807-1812 Dominik Andreas von Kaunitz-Rietberg-Questenberg (30 marzo 1739 Vienna - 24 novembre 1812 Vienna)
- 1812–1834 Johann Nepomuk Norbert von Trauttmannsdorff-Weinsberg (18 marzo 1780 Vienna – 24 settembre 1834 Vienna)
- 1834–1848 Eugen Dominik Rudolf von Wrbna und Freudenthal (4 settembre 1786 Vienna - 24 marzo 1848 Vienna)
- 1849–1875 Karl Ludwig von Grünne (25/08/1808 - 15/06/1884)
- 1875–1892 Emmerich von Thurn-Taxis (12 aprile 1820 Praga - 28 luglio 1900 Gleichenberg)
- 1892–1896 Rodolfo del Liechtenstein (18/04/1838 Vienna – 15/12/1908 Moravský Krumlov)

1896-1908 vacante, supervisione affidata a Rodolfo del Liechtenstein
- 1909-1916 Ferdinand Vinzenz Kinský (8 settembre 1866 Dornau - 3 febbraio 1916 Vienna)
- 1917-1918 Nikolaus Pálffy (11/11/1861 - 03/08/1935)

## Oberststallmeisterdelle terre ereditarie della corona asburgica

### Alta Austria
La carica di Oberststallmeister ereditario dell'Alta Austria venne concesso alla famiglia von Harrach il 29 maggio 1559.
- ?–1838 Ernst Christoph von Harrach (29 maggio 1757 Vienna - 14 dicembre 1838 Vienna)
- 1838–1884 Franz Ernst von Harrach (13.12.1799 Vienna – 26.2.1884 Nizza)
- 1884–1909 Johann Nepomuk Franz von Harrach (Vienna 2.11.1828 – Vienna 12.12.1909)
- 1909-1918/1935 Otto Nepomuk von Harrach (10 febbraio 1863 Praga - 10 settembre 1935 Hrádek u Nechanice)

### Bassa Austria
La carica di Oberststallmeister ereditario della Bassa Austria venne concesso alla famiglia von Harrach nel 1559.
- 1559-1590 Leonhard IV von Harrach-Rohrau (1514-1590)
- 1590-1597 Leonhard V von Harrach-Rohau (m. 1597)
- 1597-1628 Karl Franz von Harrach-Rohrau (1570–1628)
- 1628-1639 Otto Frederick von Harrach-Rohrau (m. 1639)
- 1639–1706 Ferdinand Bonaventura I von Harrach (1637–1706)
- 1706-1742 Aloys Thomas Raimund von Harrach (1669–1742)
- 1742-1749 Federico Augusto di Harrach-Rohrau (1696–1749)
- 1749-1778 Ferdinando Bonaventura II von Harrach (1708-1778)
- 1778-1838 Ernst Christoph von Harrach (29 maggio 1757 Vienna - 14 dicembre 1838 Vienna)
- 1838–1884 Franz Ernst von Harrach (13.12.1799 Vienna – 26.2.1884 Nizza)
- 1884–1909 Johann Nepomuk Franz von Harrach (Vienna 2.11.1828 – Vienna 12.12.1909)
- 1909-1918/1935 Otto Nepomuk von Harrach (10 febbraio 1863 Praga - 10 settembre 1935 Hrádek u Nechanice)

### Stiria
La carica di Oberststallmeister ereditario della Stiria venne concesso alla famiglia Windisch-Graetz nel 1565.
- ?1685-1695 Gottlieb Windisch-Graetz (13 marzo 1630 Ratisbona – 25 dicembre 1695 Vienna)
- 1746–1802 Joseph Nicolaus von Windisch-Graetz (6 dicembre 1744 Vienna - 24 gennaio 1802 Štěteň)
- 1802–1862 Alfred I Candidus von Windisch-Grätz (11 maggio 1787 Bruxelles - 21 marzo 1862 Vienna)
- 1862–1876 Alfred II Michael von Windisch-Grätz (28 marzo 1819 Vienna - 28 aprile 1876 Tachov)
- 1876-1918 Alfred III August di Windisch-Grätz (31 ottobre 1851 Praga - 23 novembre 1927 Tachov)

### Carinzia
La carica di Oberststallmeister di Carinzia venne assegnata sino al 1848.

### Carniola
La carica di Oberststallmeister ereditario della Stiria venne concesso alla famiglia Lamberg nel 1662.
- 1662–1682 Johann Maximilian von Lamberg
- 1682-1712 Franz Joseph von Lamberg
- 1712-1759 Franz Anton von Lamberg
- 1759-1797 Johann Nepomuk von Lamberg
- 1797-1831 Carl Eugen von Lamberg
- 1831-1848 Gustav Joachim von Lamberg

### Tirolo
La carica di Oberststallmeister ereditario del Tirolo venne concesso alla famiglia Wolkenstein sino al 1848.

### Gorizia e Gradisca
La carica di Oberststallmeister di Gorizia e Gradisca venne assegnata sino al 1848.